# Кировское (Костанайская область)
Кировское (каз. Киров) — село в Узункольском районе Костанайской области Казахстана. Административный центр Кировского сельского округа. Код КАТО — 396641100.

## Население
В 1999 году население села составляло 464 человека (217 мужчин и 247 женщин). По данным переписи 2009 года, в селе проживали 392 человека (182 мужчины и 210 женщин).